# Kurt Nilsen
Kurt Nilsen, nome completo Kurt Erik Kleppe Nilsen (Bergen, 29 settembre 1978), è un cantante norvegese di musica pop/country.
Nielsen ha vinto la prima stagione della versione norvegese del reality show Pop Idol, andato in onda su TV2 nel maggio 2003. Ha poi vinto la versione internazionale di Pop Idol, chiamata World Idol il 1º gennaio 2004, prevalendo su altri dieci artisti provenienti da tutto il mondo.

## Carriera

### Pop Idol
Dopo aver lasciato la scuola, Nilsen ha lavorato come idraulico, per poi diventare il cantante della band norvegese Fenrik Lane. È un musicista mancino e suona la chitarra con le corde a testa in giù. Nel 2003 partecipa a Pop Idol nel suo paese e riesce a vincere ricevendo il 54% dei voti. È uno dei soli sette contendenti nella storia norvegese di Pop Idol a non essere mai stato tra le ultime posizioni nella classifica di gradimento.
La cover di "She's So High" (canzone di Tal Bachman), tratta dal suo primo album "I", ha raggiunto la posizione numero uno nella classifica norvegese dei singoli ed è tra i singoli più venduti in Norvegia fino a oggi.
Il cantante riscuote grande successo in patria e viene premiato con lo Spellemannprisen nel 2003 nella categoria "canzone dell'anno" con She's so High e poi nella categoria "tormentone dell'anno" sia nel 2004 con My Street sia nel 2006 per la sua partecipazione all'interpretazione di Hallelujah di Leonard Cohen assieme a Espen Lind, Alejandro Fuentes e Askil Holm.

### World Idol
Dopo il successo di Pop Idol partecipa a World Idol, competizione mondiale che vede tra i partecipanti tutti i vincitori delle edizioni della trasmissione dei vari stati; Nilsen vince il programma il 1º gennaio 2004, cantando la canzone "Beautiful Day" degli U2, battendo i concorrenti di altre dieci nazioni, compresi gli Idols più famosi, tra cui l'inglese Will Young, e la favorita Kelly Clarkson dagli Stati Uniti, arrivando primo nella classifica di gradimento di dieci Paesi su undici.
Il 25 dicembre 2004, Ian Dickson, giudice australiano, durante la presentazione dei cantanti dopo le loro esibizioni ha detto: "Kurt, lei è un inferno della sfida di marketing, perché ha una voce da angelo e la faccia da Hobbit."  Kurt commentò ridendo e ringraziando, insieme al pubblico che era completamente rapito dalla sua voce.

### Dopo World Idol
Il suo secondo album, "A Part of me", uscito nel 2004, contiene solo materiale proprio.

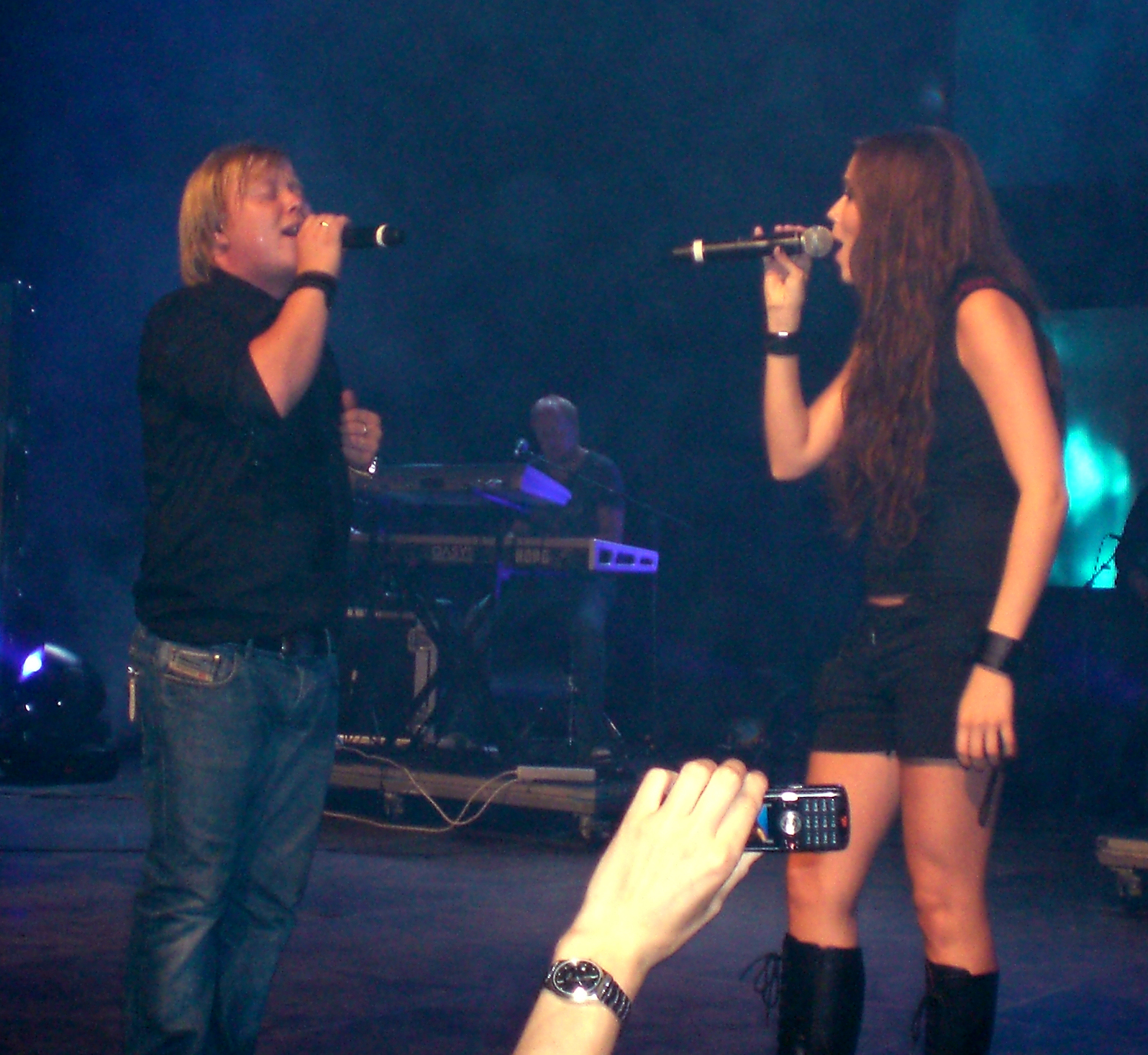
Kurt Nilsen e Marion Raven eseguono It's All Coming Back to Me Now al parco Tusenfryd per i dipendenti della StatoilHydro, 22 agosto 2007

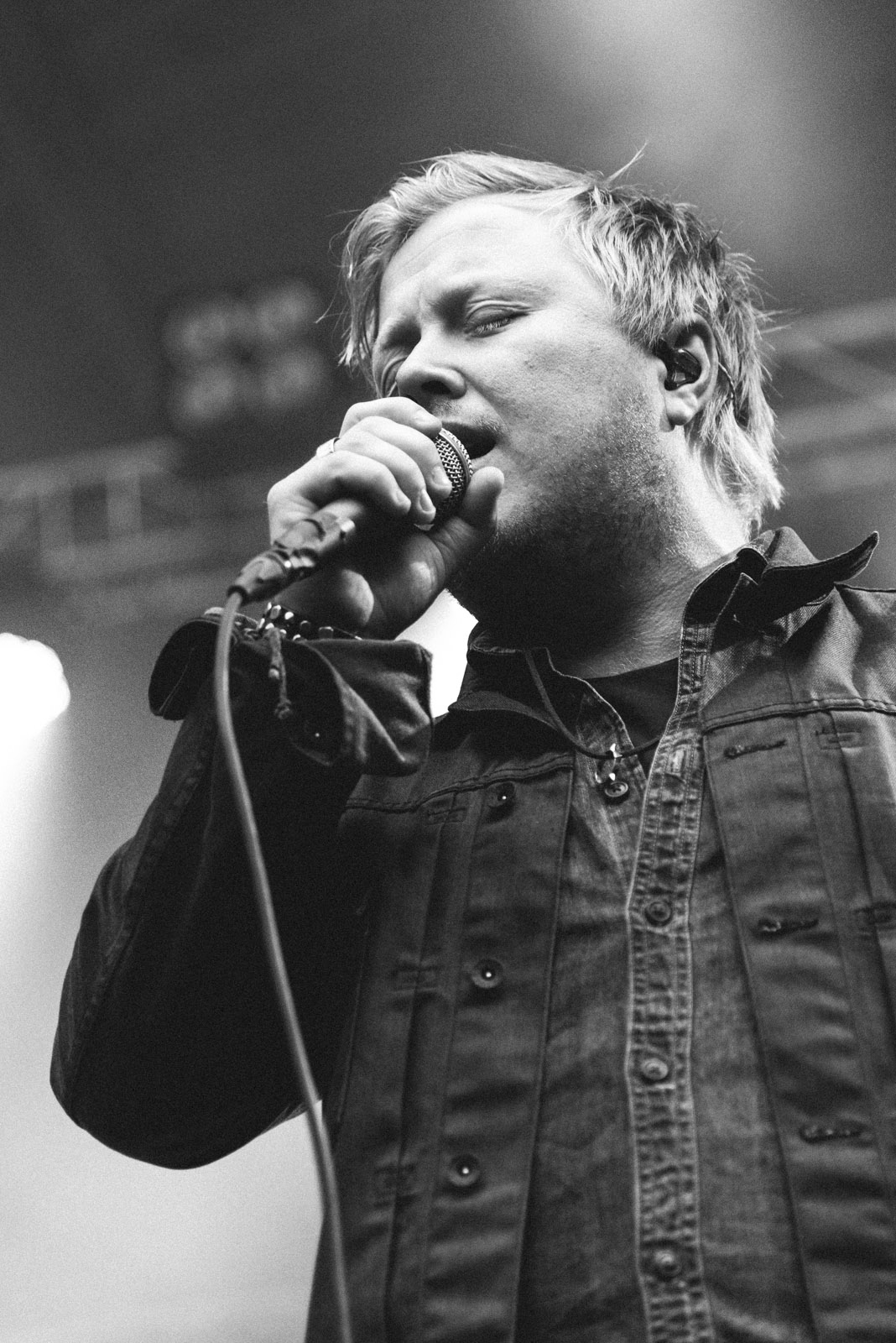
Kurt Nilsen al Ravnefest 2013

Nilsen ha preso parte a un duetto, It's All Coming Back to Me Now, con il cantante pop alternativo norvegese Marion Raven al One Call Event. Prendendo il posto di Meat Loaf, con cui Raven ha registrato il brano per la Bat Out Of Hell
Nel 2006 Kurt e altri tre cantanti norvegesi Askil Holm, Espen Lind e Alejandro Fuentes, hanno unito le loro forze cantando insieme e partecipando a una serie di concerti.
Inizialmente hanno pianificato un breve tour (da cinque a sei concerti), ma hanno finito per canatare per più di 100.000 persone durante il loro tour di circa trenta concerti. Anche se non lo avevano programmato, successivamente fu pubblicato un album live contenente le migliori performance del tour.
Nilsen ha cantato When You're Gone con la cantante ex-membro delle Spice Girls, Melanie C al Top 20 event al Rådhusplassen di Oslo, in Norvegia nell'estate del 2007.
Nel 2008, pubblica il suo terzo album Rise To The Occasion nel quale Kurt collabora con Willie Nelson nella canzone "Lost Highway". La canzone fu un successo immediato nella sua nativa Norvegia e lo aiutò portandolo al top sia nella classifica dei singoli, sia nella classifica degli album.
Nella primavera del 2010 Kurt intraprende un nuovo tour. Il suo artista ospite è Elin Gaustad, che era un concorrente in Norvegia della prima edizione di X-Factor nel 2009. Alla fine di febbraio, allo show televisivo TV2 Senkveld, Kurt e Elin hanno cantato in duetto "The Water Is Wide".
Sempre nel 2010 ha inciso un album di canzoni natalizie, pubblicato in Norvegia il 15 dicembre, in collaborazione con l'orchestra sinfonica norvegese Kork. Si è esibito con l'orchestra il 18 dicembre 2010 per la promozione dell'album, al Lillestrøm messecenter, vicino a Oslo, l'esibizione è stata trasmessa live sulla rete televisiva NRK. L'album rimase alla posizione numero uno della classifica norvegese per cinque settimane.
Nel 2011 Nilsen intraprenderà un nuovo tour e parteciperà a numerosi festival.

## Vita privata
Nel gennaio 2005 è finita la relazione con la fidanzata di lunga data Kristine Jacobsen, con la quale ha avuto due figli:  Marte (nato nel 1996) ed Erik (nato nel 2000). 
Nel gennaio 2006, la nuova compagna del cantante, Kristin, ha dato alla luce il loro primo figlio, Lucas. L'anno successivo si sono sposati, per poi separarsi nel 2013.

## Curiosità
- Nilsen ha ricevuto l'attenzione nazionale per la sua baita a forma di chitarra, nel Hardangervidda in Norvegia.

## Discografia

### Album studio
- 2003 - I
- 2004 - A Part of Me
- 2007 - Push Push
- 2008 - Rise to the Occasion
- 2010 - Have Yourself a Merry Little Christmas

### Live
- 2006 - Hallelujah Live
- 2009 - Hallelujah - Live Volume 2

### Singoli
- 2003 - She’s So High
- 2004 - Here She Comes
- 2004 - All You Have to Offer
- 2004 - My Street
- 2004 - Before You Leave
- 2005 - Never Easy
- 2006 - When the Stars Go Blue  (con Venke Knutson)
- 2006 - Hallelujah(con Espen Lind, Askil Holm and Alejandro Fuentes)
- 2006 - Boys Of Summer(con Espen Lind, Askil Holm and Alejandro Fuentes)
- 2007 - Push Push
- 2007 - Silence
- 2008 - Reality Kick
- 2008 - Don't Have What It Takes
- 2008 - Rise to the Occasion
- 2009 - With or Without You (con Espen Lind, Askil Holm e Alejandro Fuentes)
- 2010 - Himmel på jord

### Altre partecipazioni
- 1998 - Shoe (con Fenrik Lane)
- 2002 - Come Down Here (EP) (con Fenrik Lane)
- 2003 -  Idol '03
- 2006 - Hallelujah - Live (Kurt Nilsen, Espen Lind, Askil Holm e Alejandro Fuentes)
  - "Hallelujah"
  - "Boys Of Summer"
- 2009 - Hallelujah - Live Volume 2 (Kurt Nilsen, Espen Lind, Askil Holm e Alejandro Fuentes)